# Sasinkovo
Sasinkovo (Hongaars: Ság) is een Slowaakse gemeente in de regio Trnava, en maakt deel uit van het district Hlohovec.
Sasinkovo telt 875 inwoners.